# Chris Corchiani
Chris Corchiani, né le 28 mars 1968 à Coral Gables en Floride, est un joueur américain de basket-ball. Il évoluait  au poste de meneur.